# Getreidegasse

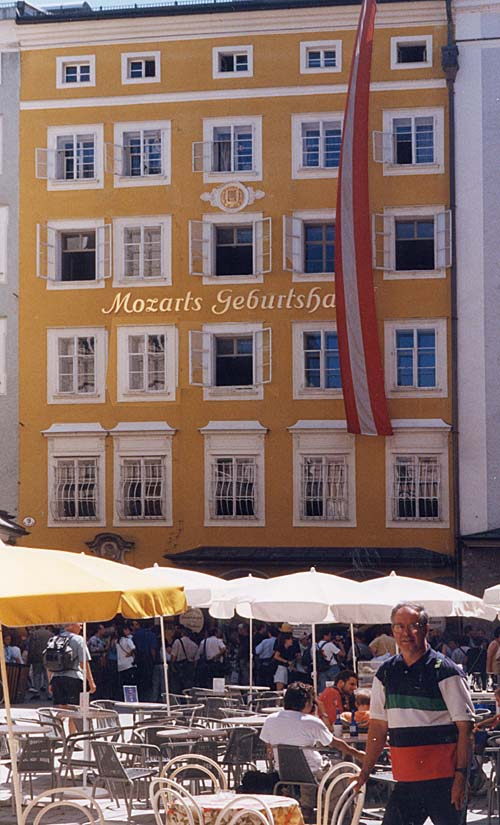
La maison de la famille Mozart, au n°9 Getreidegasse à Salzbourg.

Getreidegasse est une rue commerçante de la vieille ville de Salzbourg. 

## Situation et accès
Elle s'étend dans une direction nord-ouest-sud-est parallèle à la Salzach et mène de la Karajanplatz et de la Gstättengasse (de) au nord-ouest à la Sigmund-Haffner-Gasse (de) et au Kranzlmarkt et à la Rathausplatz (de) au sud-est. Le prolongement de la Getreidegasse forme la Judengasse (de).

## Origine du nom
Le nom Getreidegasse signifie littéralement rue des céréales en allemand.

## Historique
La « Getreidegasse » faisait déjà partie d’une importante voie de circulation à l'époque romaine, elle formait la principale artère de circulation à travers la ville en direction de la Bavière d'aujourd’hui. La rue a été mentionnée pour la première fois en 1150 sous le nom de « Trabgasse » et « Traugasse ». Le nom est probablement lié à l’expression locale trabig (= rapide, occupé), qui remonte au trot.

## Bâtiments remarquables et lieux de mémoire
La maison au numéro 9 de la rue est la maison où est né Wolfgang Amadeus Mozart et où il a vécu jusqu'à l'âge de dix-sept ans.